# Bernadine a Piconio
Bernadine a Piconio (Henri Bernardine de Picquigny ) (1633 – 8 de dezembro de 1709) foi um teólogo e exegeta capuchinho francês.

Ele nasceu e foi educado em Picquigny, Picardia, e juntou-se aos Capuchinhos em 1649. Como professor de teologia, ele deu grande brilho à sua ordem; sua obra mais conhecida é "Triplex expositio epistolarum sancti Pauli" (Paris, 1703 [francês], 1706 [inglês, tr. Prichard], Londres, 1888), popular entre os estudiosos das Escrituras. Piconio também escreveu "Triplex expositio in sacrosancta D.N. Jesu Christi Evangelia" (Paris, 1726), e um livro de instruções morais. Uma edição completa de suas obras, "Opera omnia Bernardini a Piconio", foi publicada em Paris (1870-2). Ele morreu em Paris.